# リオハ・ワイン

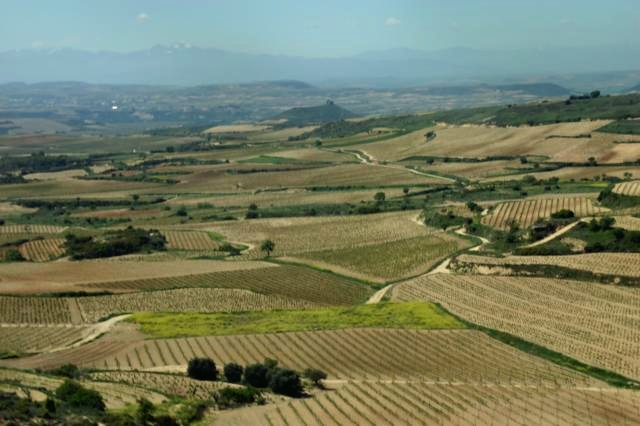
リオハ (DO)のブドウ畑の景観

リオハ(Rioja, [ˈrjoxa])は、スペイン・ラ・リオハ州を中心としてバスク州アラバ県とナバーラ州にもまたがっているワイン産地。スペインワインの原産地呼称であるデノミナシオン・デ・オリヘン(DO)では、最上級の「特選原産地呼称」(DOCa)に認定されている。

## 特徴
ラ・リオハ州内を西から東に横断するエブロ川流域でブドウが栽培されている地域はリオハ・アルタ、リオハ・アラベサ、リオハ・バハの3地区に分けられる。単一地区のブドウに限定したワインの生産量はゆっくりと伸びているが、伝統的に多くのワインは3地区すべてのブドウをブレンドして生産される。リオハで生産されるワインの大部分は樽熟成を経て出荷されるが、このような産地は世界的にみても珍しいとされる。
リオハ (DO)のブドウ栽培従事者は約18,000人、ワイン醸造従事者は約2,500人である。2007-08年のブドウ栽培面積は114自治体で計63,627ヘクタールであり、ラ・マンチャ (DO)に次いでスペインで2番目に大きな面積を持つ。ワイン生産量は2億6,506万5,000リットルであり、うち赤ワインが2億3,925万4000リットル、白ワインが1,507万9000リットル、ロゼワインが1,073万2000リットルである。国内出荷量は1億8,142万3000リットル、国外出荷量は8,364万2,000リットルであり、主な輸出先はイギリス、ドイツ、アメリカ合衆国、スイスである。
1991年にはスペインで初めて、原産地呼称制度デノミナシオン・デ・オリヘン(DO)で最上級の「特選原産地呼称」(DOCa)に認定された。2009年に認定されたプリオラート (DOQ)と合わせて、スペインでDOCaに認定されている2つの産地のひとつである。

## テロワール

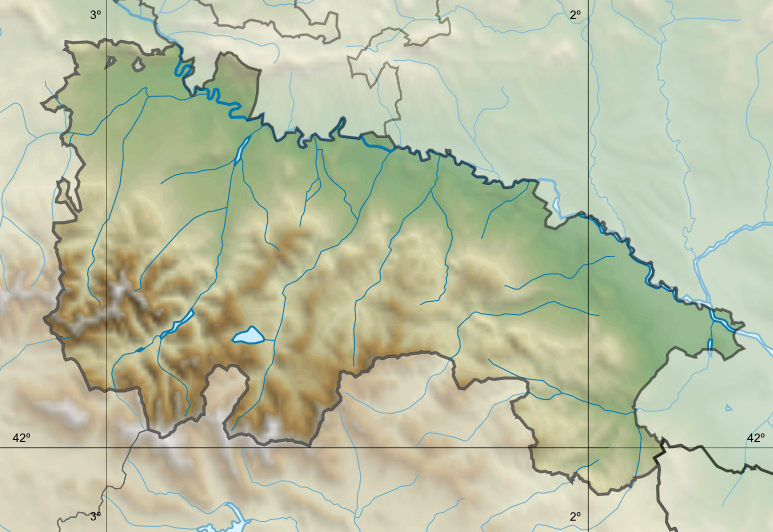
ラ・リオハ州の地勢

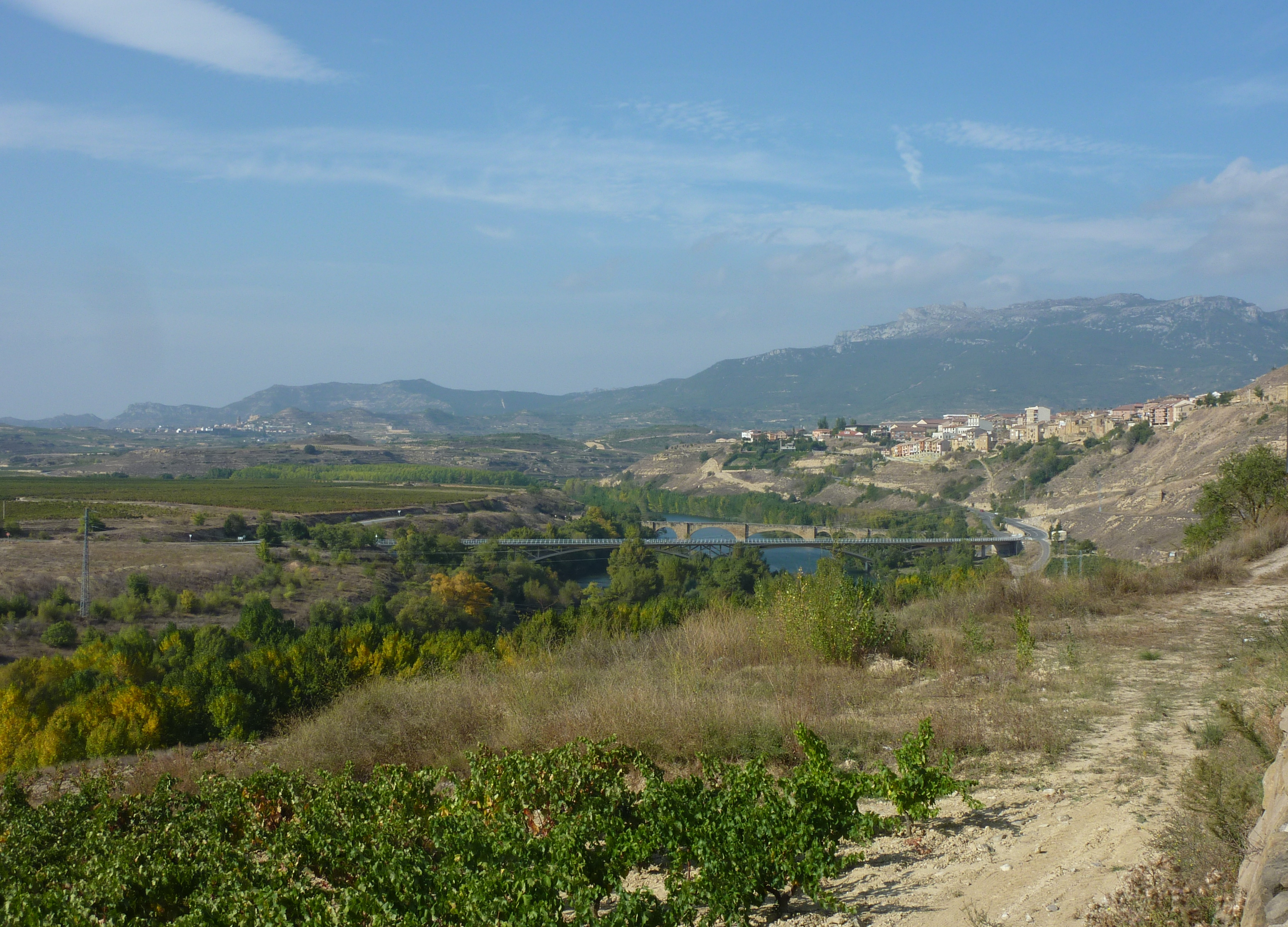
リオハ・アルタとエブロ川

### 地勢
リオハ地方はカンタブリア山脈の南側、東に向かって流れて地中海に注ぐエブロ川に沿った盆地にあり、大陸性気候の恩恵を受けている。エブロ川両岸の平野部、丘陵地、カンタブリア山脈に至る斜面でブドウが栽培されている。山脈のおかげで穏やかな気候となり、山脈はスペイン北部に典型の激しい風からリオハ地方のブドウ畑を保護している。この地域にはまた、「リオハ」の語源であるとされるオハ川が流れている。
地域の大半は標高460m以上の高原上にあり、リオハ・アラベサ、リオハ・アルタ、リオハ・バハの3地域に細分される。リオハ・アラベサとリオハ・アルタは山地に近く、リオハ・バハよりもやや標高が高いため、冷涼な気候である。リオハ・バハは比較的乾燥しており温暖である。リオハのブドウ畑の大半はエブロ川が形成する盆地に沿っており、アロからアルファロの間にある。リオハ・アルタの中心産地であるアロは北緯42度45分に位置する。リオハの西端にあるアロの標高は440m、東端にあるアルファロの標高は300mである。アロは西岸海洋性気候、アルファロは地中海性気候である。

### 気候
西端のアロは西岸海洋性気候、東端のアルファロは地中海性気候である。リオハ (DO)全体の年平均気温は摂氏12.8-13.9度、年降水量は370-450mm、年平均日照時間は2,800時間であるが、年降水量は地域によって大きく異なっており、リオハ・アルタとリオハ・アラベサの年降水量は510mm以上、リオハ・バハの年降水量は約300mmとなる。アロにおける生育期の平均気温は摂氏18.2度であり、年降水量は405mm、収穫月である10月の降水量は37mmである。この地域のブドウ栽培の難点としては、降霜、旱魃、灰色かび病などが挙げられる。西端のアロと東端のアルファロでは収穫時期に4-6週間もの差が生まれ、アロでは収穫が10月末まで遅れることもある。リオハ・アルタとリオハ・アラベサで生産される農作物はブドウにほぼ限られている。

### 土壌
リオハ・アルタは粘土質が、リオハ・アラベサは石灰質が多いとされる。アロ周辺の土壌は粘土石灰質と含鉄粘土で構成されており、白亜質が酸味と上品さを、粘土が濃度と力強さを、含鉄粘土が複雑さをワインに与えている。リオハ・バハは多様な土壌が入り混じっている。

## 歴史

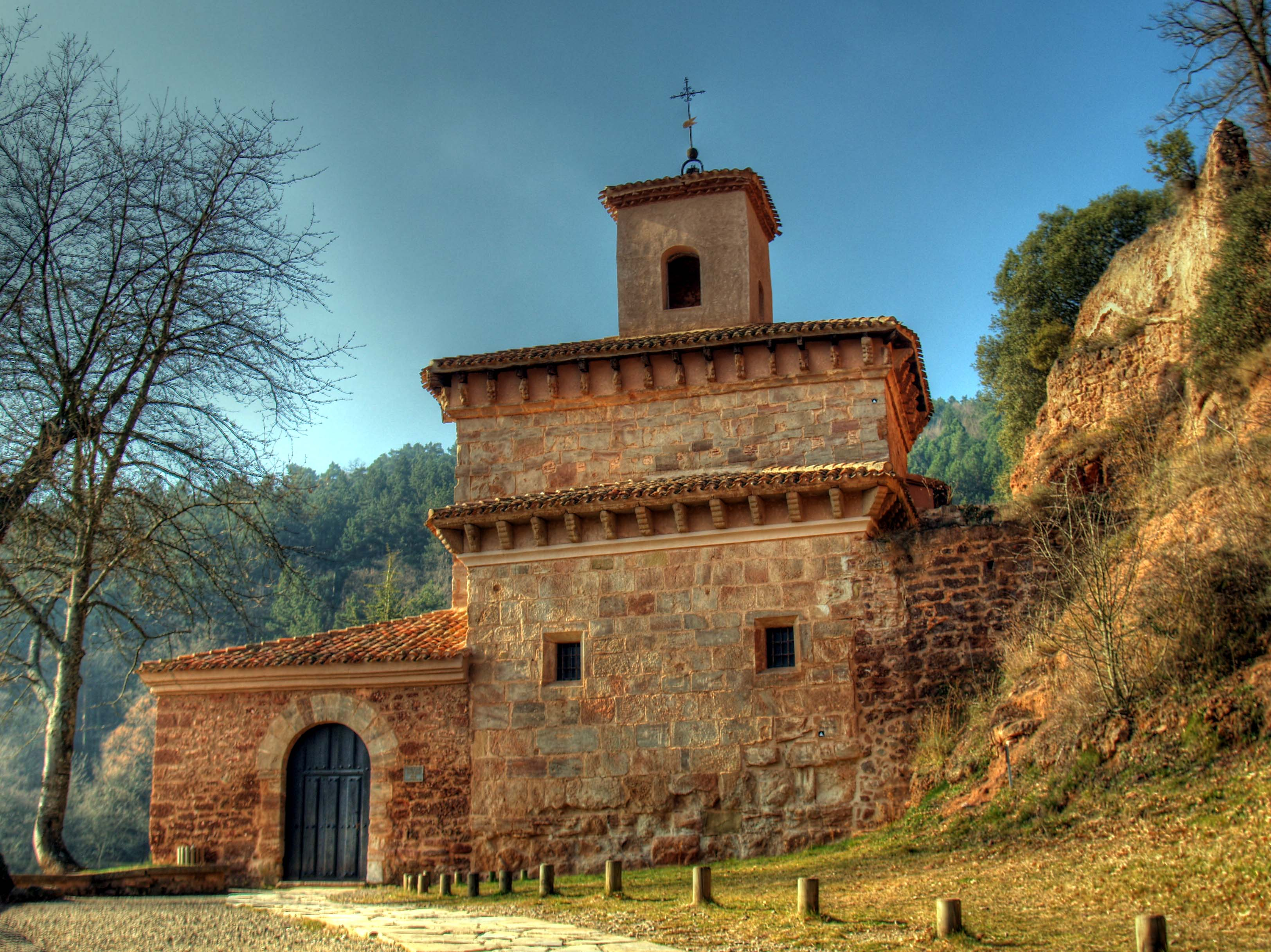
サン・ミジャン・デ・ラ・コゴーリャのスソ修道院

### 中世以前
リオハ地方でのワイン生産は古代のフェニキア人とケルティベリア人の時代まで遡ることができる。またリオハ地方からは、古代ローマ時代にワインの発酵に使用された容器が出土している。サン・アンドレス・デ・トレペアナ修道院に対する寄進について扱うサン・ミジャンの公証人からの文書という、リオハ地方のブドウに関して書かれた873年の文献が残っている。
10世紀から13世紀の中世リオハでは農村景観にブドウ畑が溶け込んでいた。1063年の"Carta de población de Longares"（ロンガレスの入植者に宛てた手紙）には、リオハでのブドウ栽培に関する初の記録が残されている。1102年にはナバラ王とアラゴン王がリオハ・ワインに対して法的認知を与えた。1205年にフアン・ド・プレハノ司教がリオハ地方のアルベルダ修道院に住む労働者のための決めた食料配給では、一日三食すべてでワインを提供することも定めていた。中世には地中海沿岸の他地域同様に、修道士たちがワイン生産の主要な担い手だった。
13世紀には、サン・ミジャン・デ・ラ・コゴーリャのスソ修道院の聖職者でありスペイン最初期の詩人でもあるゴンサロ・デ・ベルセオが、彼がみずから生産したワインに「un vaso de bon vino」（一杯の美味しいワイン）で言及している。中世にはシードラ（リンゴ酒）よりもワインのほうが価値が高く、1213年の勅令ではシードラを飲むしかなかったルーゴ大聖堂の修道士に対してアルフォンソ9世が大量のワインを贈っている。
13世紀末には他地域に向けてリオハ・ワインの輸出されていた証拠が残っており、商業生産の始まりを物語っている。リオハ・アルタの農業は15世紀以降、ブドウ栽培とワイン醸造に特化している。1560年、リオハ・ワインの生産者は共通のラベルをワインボトルに貼ることで合意に至った。中世のリオハは国外への輸出に必要な港湾からの距離が遠いという問題を抱えていた。人口密度の低いリオハ地方での需要は限られたものだったし、他地域への出荷先もスペイン北岸のバスク地方やカンタブリア地方などに限られた。振動がワインの品質低下を引き起こす可能性を考慮し、ログローニョ市長は1635年にワインセラー近くの通りを荷馬車が通ることを禁じた。1650年にはリオハ・ワインの品質保護のための初の文書が策定された。1790年にはレアル・ソシエダ・エコノミカ・デ・コセチェロス・デ・ラ・リオハ（王立リオハワイン生産者経済協会）の創立総会が行われ、ワイン輸送のための道路建設・修復・整備方法など多くの取り組みが議論されている。この協会はリオハ・ワインのブドウ栽培と営利化を促進するために設立され、リオハ地方の52地域が参加した。
19世紀までのリオハ・ワインは前近代的な方法で生産されていた。木製ではなく石製の発酵槽が用いられており、品種や成熟度が異なるブドウが一緒に熟成され、醸造後の貯蔵や熟成なども行われなかった。ヘレスでは中世からイギリス輸出用に近代的なワイン生産が行われていたが、リオハで瓶詰ワインや著名な生産者が登場するのは19世紀半ば以降のことである。

### スペインワインの黄金時代

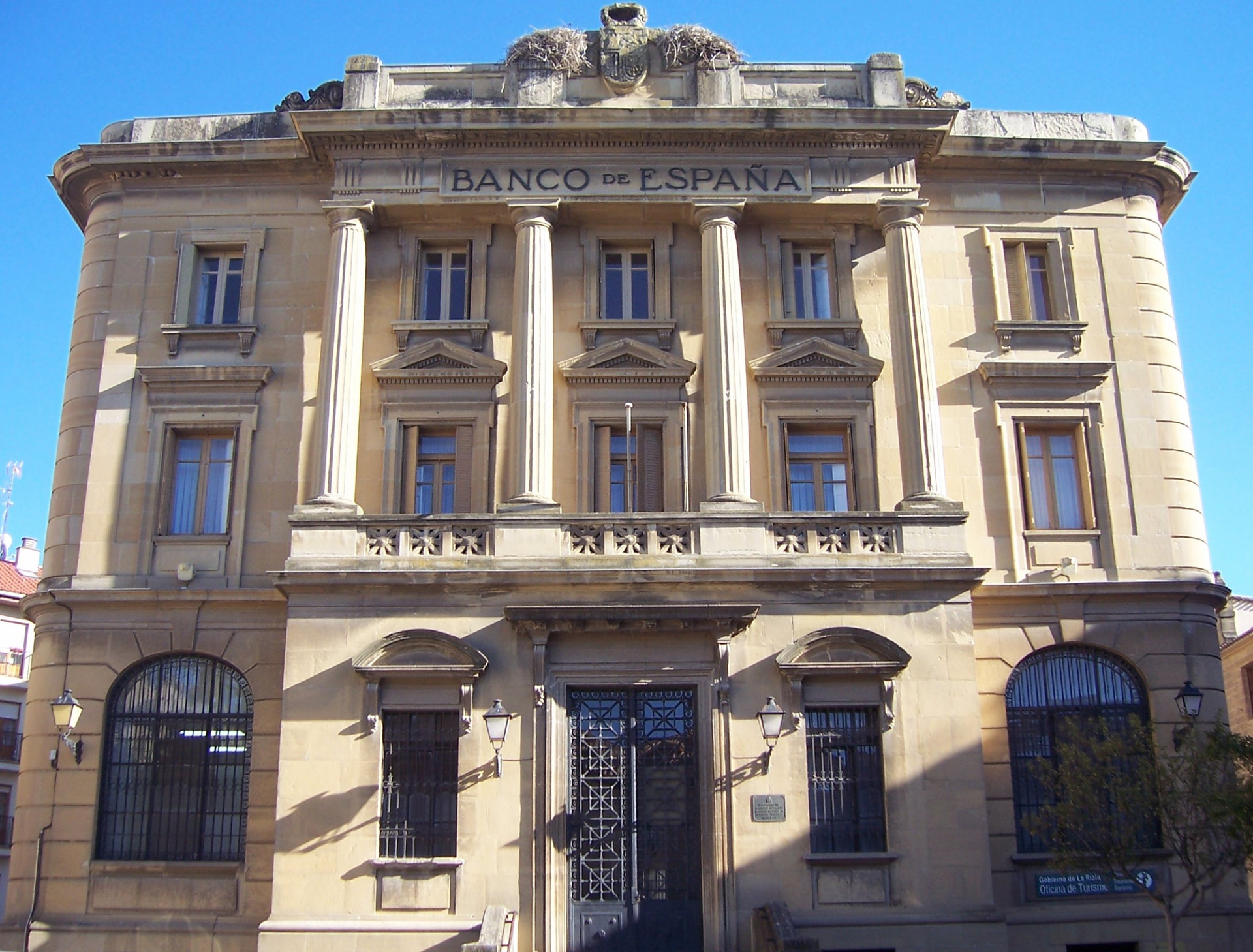
リオハの繁栄を象徴するスペイン銀行アロ支店

19世紀前半、財産の召し上げを画策するスペイン中央政府に反発してフランス・ボルドーに亡命したルシアーノ・ムリエタ（ムリエタ侯爵）とリスカル侯爵は、ボルドーのワイン製法を持ち帰り、テンプラニーリョ種を用いるリオハ・ワインの生産に応用した。ムリエタ伯爵らは木製発酵槽での発酵、225リットルの小オーク樽での熟成などの技術を導入し、醸造場やワインセラーなどを建設している。ムリエタ公爵は1852年に良質ワインのワイナリーを設立し、これがリオハにおける良質ワイン生産の礎となった。
1850年代以降にフランスでうどんこ病が、1870年代に害虫フィロキセラが蔓延すると（19世紀フランスのフィロキセラ禍）、ボルドーの醸造家はピレネー山脈を越えてスペインにやってきた。それまでは風味に難があるバスク地方産のオークを使用していたが、フランス人醸造家はフレンチオーク樽によるボルドー製法の熟成を本格的に導入した。特にアラバ県議会が招いた醸造技術者ジャン・ピノが生産技術をリオハ中に広めてワイン生産を産業化した。当初はスペインで原酒を仕入れてフランスに送っていたが、フランス人はリオハのテロワールに魅力を感じ、大規模なワイナリーを設立して輸出用ワインを生産するフランス人が登場した。フランス人醸造家のジャン・ピノはマセレーションには大型樽を、熟成には225リットルの小型樽（バリック）を使用するボルドー方式を推奨した。
1891年には王妃マリア・クリスティーナがアロに「市」の称号を与え、1892年にはスペイン銀行が州都以外では珍しく支店を開設した。ワインの品質管理強化を目的とし、1892年にはアロにブドウ醸造学研究所が設立された。ボルドー製法はオーク樽を倉庫で長期間熟成させる手法を特色としており、オーク樽の購入や倉庫の建設などに多額の初期費用を必要としたため、新たな手法を用いることができたのは貴族出身の実業家やバスク地方の新興ブルジョアジーなどに限られた。フランスへの原酒の輸出でも多くの利益が得られたため、大多数を占める小規模生産者は革新に向けた動きには至らなかった。

### 高級ワイン産地としての飛躍
1870年代にフィロキセラの災禍に見舞われたフランスは、スペインとの間に通商条約を結び、ワインの輸出に対する関税を大幅に引き下げていた。しかし、アメリカ合衆国産の苗木を台木としてブドウ畑の復興が図られると、1892年にはスペインとの通商条約を破棄した。一方のスペインもフランス産高級ワインの輸入を制限する動きを見せ、国産の良質ワインが待ちわびられた。リオハはこれらの動きに乗じ、1890年代から1910年代に相次いで建設された大規模なワイナリーがボルドー製法による良質ワインの量産を開始した。
当時は鉄道がワイン取引に重要な役割を果たしており、鉄道駅がビジネスの中心となった。大規模ワイナリーの多くは鉄道駅の近辺に建設され、特に主要なワイナリーの多くはリオハ・アルタのアロに立地した。アロは同じくワインの醸造で栄えたヘレスとともに、1890年代までに電気が引かれたスペインで2つしかない町のひとつである。アロは経済的な成功をおさめ、19世紀末には「アロ、パリ、そして……ロンドン」というフレーズさえ生まれた。ワイナリーはアロに集中し、ブドウ栽培に集中する周辺の村との役割分担が図られた。
ボルドー製法とテンプラニーリョ種を組み合わせたリオハのワイン産業は、この地域の醸造家によって代々受け継がれた。1902年にはリオハ・ワインの「起源」を決定する王令が公布されている。19世紀と20世紀の大半において、スペイン北西部における高品質ワイン生産は、リオハにほぼ限定されていた。19世紀末から20世紀初頭に設立されて現存するワイナリーには、モンテシージョ（1872年）、ロペス・デ・エレディア（1877年）、ベルベラーナ（1877年）、CVNE（1879年）、アゲ（1881年）、マルティネス・ラクエスタ（1885年）、ラグニーリャ（1885年）、ラ・リオハ・アルタ（1890年）、ボデガス・フランコ・エスパニョーラス（1890年）、ボデガス・リオハナス（1890年）、ボデガス・パラシオス（1894年）、パテルニーナ（1896年）、ボデガス・ビルバイナス（1901年）などがある。
フィロキセラはフランスに蔓延してから約30年後にスペインに到来し、1901年までに多くのワイン産地に多大な被害を与えた。フランス人ワイン商人はリオハを去り、フィロキセラから復興したボルドーやラングドック・ルシヨン地方に帰った。スペイン北西部ではブドウの樹の植え替えに10年間を要したが、やがてリオハはヘレスと並ぶスペイン屈指のワイン産地としての地位を再び確立した。

### 原産地呼称(DO)認定
生産地域の制限、ワインの品質保証拡大、「リオハ」の名称管理を行うために、1926年にはリオハ原産地呼称統制委員会が設立された。1932年にスペインの原産地呼称制度であるデノミナシオン・デ・オリヘン(DO)が制定された際には、ヘレスやマラガなどとともにリオハも認可されたが、1930年代のスペインはスペイン第二共和政期やスペイン内戦で政情が不安定であり、正式な認定には至らなかった。1945年には原産地呼称統制委員会が法的に構築され、1953年に原産地呼称統制委員会が実体として発足した。1950年代から1960年代にはフランコ独裁政権が協同組合を奨励する農業政策を取り、リオハでも協同組合が続々と結成された。この時期以降にはヨーロッパ諸国やアメリカ合衆国などの国際市場での評価を確立させ、1952年に490万リットルだった輸出量は、1972年に4,070万リットルにまで増加した。
1970年代にはリオハへの投資が活況を呈し、大手シェリー生産者、多国籍企業、リオハやバスクの実業家などが多額の資金を投じて、ワイナリーの新設や買収などを進めた。ヘレスからはオズボーン社やゴンサレス・ビアス社やドメック社、多国籍企業ではシーグラム社（カナダ）やペプシコ社（アメリカ合衆国）、世界最大の蒸留酒メーカーであるシェンリー社などが進出している。1980年代半ばにはこれらの大規模生産者のほかに、自ら熟成やボトリングを行う個人生産者も現れた。この時期のリオハでは収穫量の多さを求めて若い樹への植え替えが進み、収穫したブドウは厳しく選果されなかった。自前のブドウ畑を持たない大規模生産者も多く、そのような生産者は質より量を優先させた。これらが原因で生産されるワインの品質は低下し、1980年代のリオハはワイン産地としての信用を失墜させた。このような状況の中でも一部の生産者は革新に取り組んでおり、マルケス・デ・カセレスはリオハの伝統を覆す果実味溢れるワインが生産されるようになり、コンティーノは当時一般的でなかった単一畑ワインというコンセプトを市場に提案した。

### 特選原産地呼称(DOCa)認定
1991年にワイン法が改正され、「原産地呼称」の上位区分として「特選原産地呼称」(DOCa)が導入されると、リオハはスペイン第1号の「特選原産地呼称」に認定された。ワイン産地として難局を迎えていた1980年代を経て、1990年代には「高い表現力」を志す全面的な変化が起こった。過度の抽出、過度の熟成、過度のオーク樽使用など、1990年代にはすべてが極端に振れたが、2001年のヴィンテージをきっかけとしてバランスの良いワインの時代が幕を開けた。軽やかさに走りすぎた1970年代から1980年代、濃厚で重たい「高い表現力」を持ったワインに取りつかれた1990年代を経て、2000年代にはバランスやフィネスを求める生産者が増加した。
2008年には若いワイン愛好家にアピールするための試みとして、リオハ原産地呼称統制委員会はリオハ (DOCa)認定のすべてのワインボトルに貼られる新しいロゴを採用した。新しいロゴにはテンプラニーリョ種が描かれており、「遺産、創造性、活力」と記されている。2008年10月以降に出荷されたワインには新しいロゴが用いられており、2008年のホーベン、2006年のクリアンサ、2005年のレセルバ、2003年のグラン・レセルバから新ラベルが貼られて出荷されている。2008年には黒ブドウ3種類、白ブドウ6種類の計9種類のブドウ品種が原産地呼称統制委員会によって認可された。2009年には、リオハに次ぐスペイン2番目の特選原産地呼称として、カタルーニャ州のプリオラート (DOQ)が認定されている。

## 地域
リオハ (DO)はラ・リオハ州を中心として、バスク州アラバ県、ナバーラ州の一部の地域にもまたがっている。エブロ川上流部で主にラ・リオハ州西部にあるリオハ・アルタ、行政区画としてのアラバ県域であるリオハ・アラベサ、エブロ川下流部で主にラ・リオハ州東部にあるリオハ・バハの3地域に分かれる（出典除去）。リオハ・アルタ（ラ・リオハ州）とリオハ・アラベサ（バスク州）の境界は行政区分に基づいており、テロワール（地勢・気候・土壌など）の観点ではエブロ川左岸（北側）とエブロ川右岸（南側）に分けられる。
ラ・リオハ州の中でも南部と南西部の山岳地帯はリオハ (DO)の指定地域には含まれない。ラ・リオハ州＝ナバーラ州境とリオハ (DO)＝ナバーラ (DO)の境界は一致しておらず、ビアナ、メンダビア、サン・アドリアンなどの町はナバーラ州にありながらリオハ (DO)に位置している。

### リオハ・アルタ
リオハ・アルタはDOの西部にある地区であり、他地区よりも標高が高く、「旧世界」のスタイルで知られている。リオハ・アルタの中心地はラ・リオハ州北西端にあるアロであり、アロはリオハ (DO)全体の中心地でもある。アロの標高は440m、年平均気温は摂氏12.7度、年平均降水量は455mmであり、西岸海洋性気候である。リオハ・アルタには石灰質粘土と含鉄粘土が組み合わさった土壌を持ち、テンプラニーリョ種の栽培に最適であるとされる。標高が高いために栽培期間は短く、より冴えた果実味や軽やかな口当たりのワインとなる。
ラ・リオハ州の州都ログローニョから西側がリオハ・アルタ、東側がリオハ・バハであり、ログローニョはリオハ・アルタに含まれる。ログローニョはラ・リオハ州最大の町であり、歴史的に開拓の中心地であった。数多くのワイナリーが本社を置いており、流通網の要となった。リオハ・アルタ中央部の中心地はセニセロであり、セニセロには1874年や1890年にワイナリーが設立されている。

### リオハ・アラベサ
リオハ・アラベサはその全域がバスク州アラバ県にあり、エブロ川左岸に位置する。リオハ (DO)の中でもっとも標高の高い標高700mのラ・バスティダ地区を持つ。エブロ川左岸はリオハ・アルタの一部も含めてバスク山脈の南麓にあり、山脈はこの地域を比較的乾燥した状態に保つ。年平均降水量は550mmであり、エブロ川右岸よりやや温暖で地中海の影響が強い。リオハ・アルタと気候を共有しているが、リオハ・アラベサ産のワインはよりコクがあって酸味が強い。リオハ・アラベサは土壌の均質性が高いため、エブロ川右岸よりもふくよかで、赤色が深く、酸味が少ない。
ブドウ栽培面積は約13,000ヘクタールであり、リオハ (DO)3地域の中でもっとも少ない。この地域のブドウ畑は低密度であり、樹列の間隔が広く取られている。これは土壌が比較的貧弱であり、養分を十分に行きわたらせるために多くの距離が必要だからである。リオハ・アラベサはリオハで初めてテンプラニーリョ種が植えられた地域であり、テンプラニーリョ種の割合は79%と3地域の中でもっとも高い。その他にはビウラ種（白）、ガルナッチャ種、マスエロ種、グラシアーノ種が栽培されている。
近年にはバスク州政府がリオハ・アラベサのワイン生産者に対して手厚い財政的な支援を行っており、新たなワイナリーが相次いで建てられている。このため、リオハ・アルタの大手生産者が事業を拡大する際には、ラ・リオハ州＝バスク州境を超えてリオハ・アラベサにワイナリーを新設している。トップクラスのワイナリーには、ルベリ・モンヘ・アメストイ、バジョベラ、コビラ、エレダー・ウガルテ、ドミニオ・デ・ベルサルなどがある。

### リオハ・バハ
リオハ・バハはDOの東部にある地区である。リオハ・バハには沖積土や含鉄粘土の土壌が多い（出典除去）。リオハ・バハの中心地はラ・リオハ州東端にあるアルファロであり、アルファロの標高は300m、年平均気温は摂氏13.8度、年平均降水量は369mmであり、地中海性気候である。リオハ・アルタとリオハ・アラベサが大陸性気候であるのに対して、リオハ・バハは地中海性気候の影響を強く受ける。リオハの中でもっとも温暖で乾燥しており、1990年代からは灌漑が許可されているものの、しばしば干ばつに見舞われる。夏季には最高気温が摂氏35度に達することも珍しくない。
このような厳しい環境によって収量は低いものの、色合いが淡い典型的なリオハ・ワインと比べて色合いが濃く、アルコール度数が18%にも達することがある。しかし、概して酸味は弱く芳香は少ないため、歴史的にはアルコール度数の高いバルクワインか、他の2地域でブドウが不足した際に色の良いブドウを供給する役目を果たした。

## 生産過程

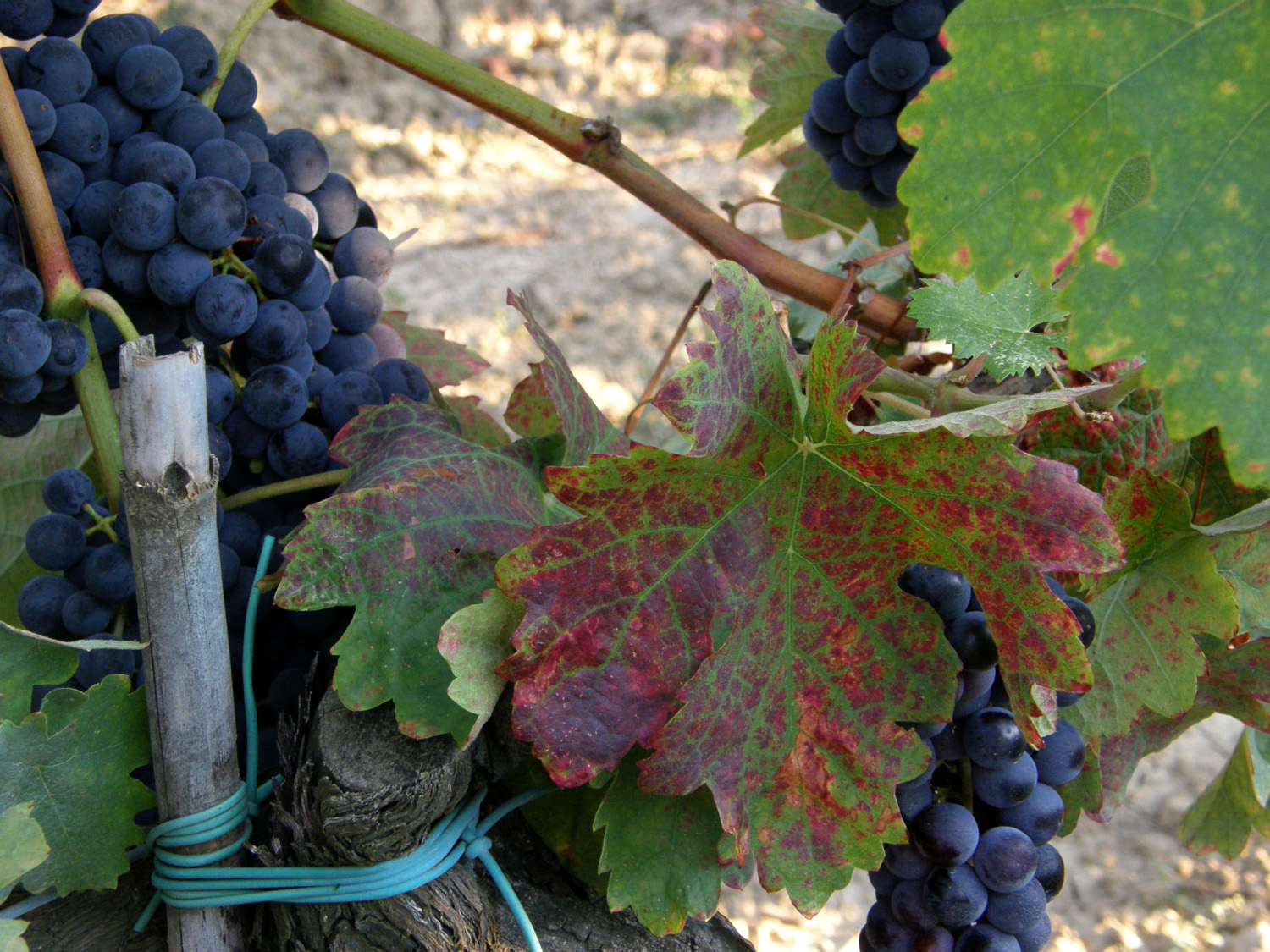
テンプラニーリョ種

### 品種
リオハは赤ワインが中心であり、その他には白ワイン、ロゼワイン、スパークリングワインも生産している。一般的にはいくつかの品種がブレンドされる。リオハ (DO)で認可されているのは以下のブドウ品種である。リオハ (DO)全体のブドウ栽培面積は63,500haであり、黒ブドウ品種が61,100ha (93%)、白ブドウ品種が4,400ha (7%)栽培されている。
1980年代のテンプラニーリョ種の栽培比率はリオハ全体の31%だったが、現在では約80%を占めており、リオハの赤ワインのベースとなっている。その他の黒品種としては、ガルナッチャ種、グラシアーノ種、マスエロ種がある。テンプラニーリョ種60%、ガルナッチャ・ティンタ種20%以下、マスエロ種とグラシアーノ種を少量配合するのがこの地域の典型的なブレンド比率である。テンプラニーリョが味わいや熟成の潜在力を形成し、その他の品種が独特の風味を加える。ガルナッチャ・ティンタ種はコクやアルコール濃度を加え、マスエロ種は味わいを加え、グラシアーノ種は芳香を加える。
白用のうち4,300haはビウラ種であり、一般的にはマルバシーア種、ガルナッチャ・ブランカ種などとブレンドされる。ビウラ種は軽い果実味・酸味・いくらかの香りに寄与し、ガルナッチャ・ブランカはコクを加え、マルバシーア種は芳香を加える。ロゼワインの主要品種はガルナッチャ・ティンタ種である。リオハではわずかながらスパークリングワインのカバも生産している。
2008年には黒ブドウ3種類、白ブドウ6種類（マトゥラナ・ブランカ種、トゥルンテス種、テンプラニーリョ・ブランコ種、シャルドネ種、ソーヴィニヨン・ブラン種、ベルデホ種）の計9種類のブドウ品種が新たに認可された。カベルネ・ソーヴィニヨン種とメルロー種などの国際品種も注目を集めており、いくつかのワイナリーでは試験的に植付がなされている。これらの品種を使用することで、典型的なリオハとは明らかに異なるワインを生み出すことができる。ただし、国際品種の含有率は49%を超えないように制限され、その品種名をラベルに記載することはできない。
- 黒ブドウ（6品種）[26][2]
  - テンプラニーリョ種、ガルナッチャ種、マスエロ種、グラシアーノ種、マトゥラナ・ティンタ種、モナストレル種

- 白ブドウ（9品種）[26][2]
  - ビウラ種、マルバシア・リオハナ種、ガルナッチャ・ブランカ種、シャルドネ種、ソーヴィニヨン・ブラン種、ベルデホ種、マトゥラナ・ブランカ種、テンプラニーリョ・ブランコ種、トゥルンテス種

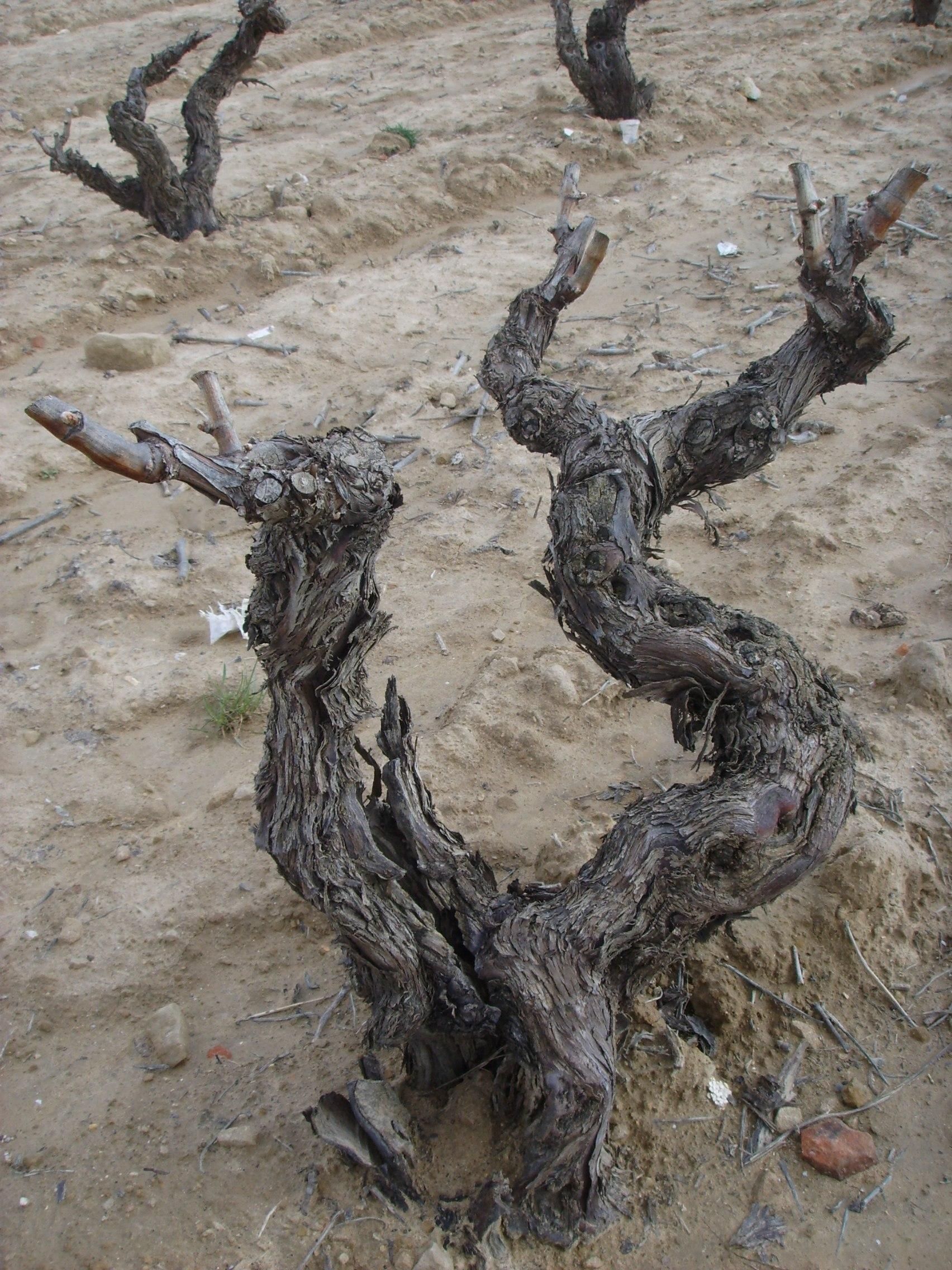
低収量だが濃縮されたブドウを生み出す古い樹（リオハ・アラベサ）

| テンプラニーリョ | 50,515 | 84.9% | ビウラ                 | 3,924 | 96.0% |
| ガルナッチャ     | 6,153  | 10.3% | マルバシーア           | 57    | 1.4%  |
| マスエロ         | 1,610  | 2.7%  | ガルナッチャ・ブランカ | 14    | 0.3%  |
| グラシアーノ     | 993    | 1.7%  | 新しい白品種           | 20    | 0.5%  |
| その他土着種     | 61     | 0.1%  | その他土着種           | 68    | 1.7%  |
| その他外来種     | 170    | 0.3%  | その他外来種           | 5     | 0.1%  |
| 合計（黒）       | 59,502 | 93.6% | 合計（白）             | 4,088 | 6.4%  |

### ブドウ栽培
リオハ (DO)のブドウ栽培面積は約60,000ヘクタールであり、毎年約2億5,000万リットルのワインを生産している。うち85%が赤ワインである。収穫時期は9月から10月であり、リオハ・アルタ北部では10月末となる。土壌は高濃度のチョークと鉄分を含んだ粘土質が主体である。また、かなりの量の石灰岩、砂岩、沖積シルトも含んでいる。
リオハ・アラベサとリオハ・アルタの一部では、石灰岩・砂岩の土壌で古いブドウの樹が栽培されている。樹齢40年を超えた古い樹は収量が低いが、凝縮された芳香が称賛されている。リオハ (DO)の特徴的な基準として、ブドウ栽培にかかるコストがスペイン全体の平均を少なくとも200%上回らなければならないというものがある。

### ワイン醸造

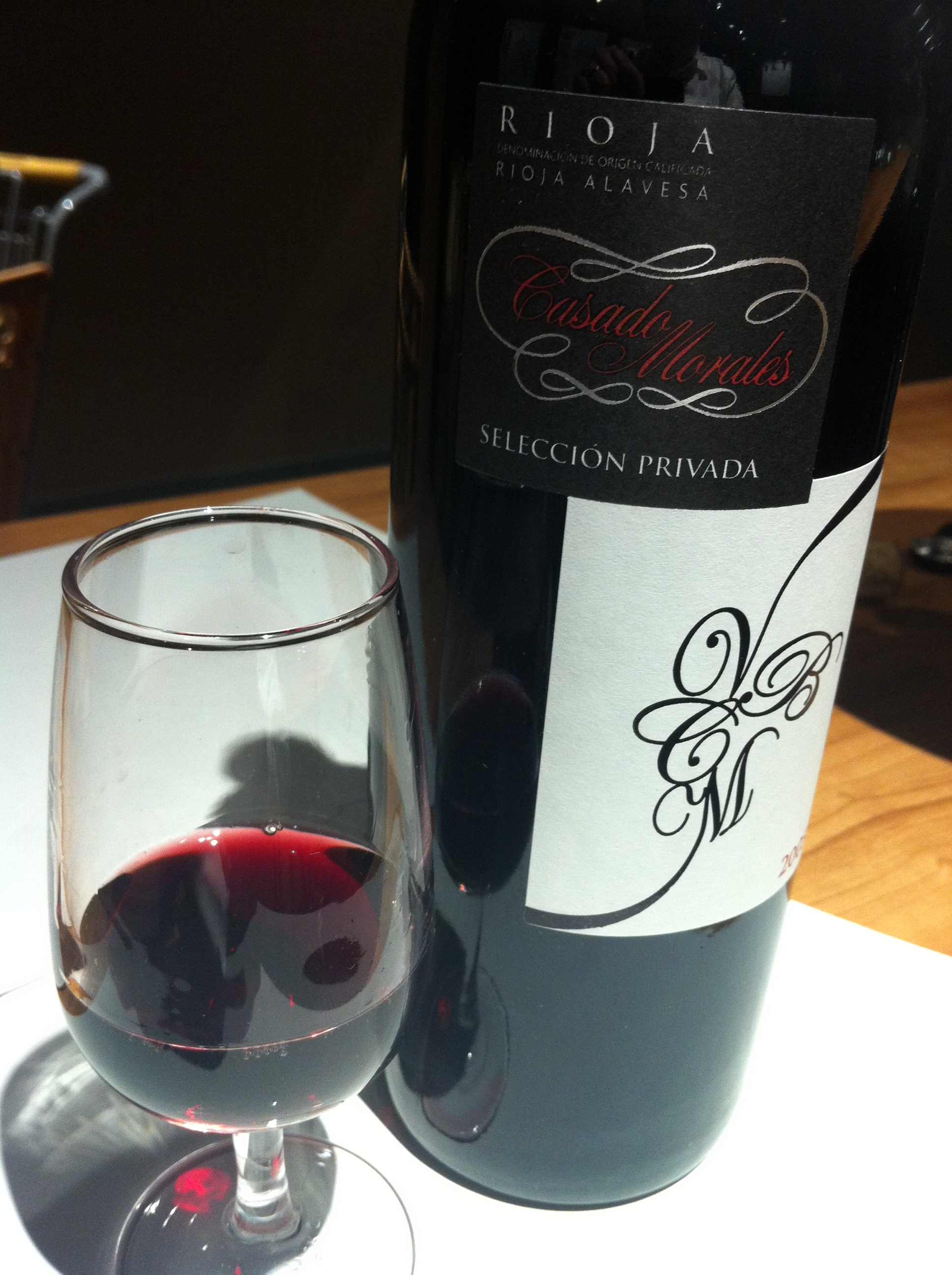
リオハ・アラベサ産ワイン

リオハ・ワインはオーク樽での熟成によって特徴づけられる。18世紀初頭にボルドーのワイン生産者によって初めてオーク樽が導入され、はっきりとしたバニラの香りがこの地域のワインの事実上の特徴となった。リオハで生産されるワインのほとんどは樽熟成を経て出荷されるが、このような産地は世界的にみても珍しいとされる。一方で、現代の生産者の中にはオーク樽の影響が少ないワインの生産を試みている者もいる。世界的なワインブームでフレンチオーク樽の価格が高騰すると、アメリカンオーク樽、ボスニア産オーク樽、ロシア産オーク樽などへの転換が進んだが、現代になるとフレンチオーク樽への回帰がみられ、多くのワイナリーはブレンド用にアメリカンオーク樽とフレンチオーク樽の双方を熟成に使用している。スペイン国内でもフランス方式によく似たスタイルでオーク樽の製造が取り組まれている。
かつてのリオハでは、15-20年もの期間を熟成にあててからリリースすることは珍しいことではなかった。顕著なのがマルケス・デ・ムリエタの例であり、1942年のヴィンテージのグラン・レセルバは41年の熟成期間を経た後、1983年にようやくリリースされた。今日、大部分のワイナリーはより早く飲めるワインに焦点を当てつつあり、ファーストラベルを4-8年の熟成後にリリースしているが、伝統主義者の中にはより長い熟成期間を取る生産者もいる。リオハのワイナリーは10,000-40,000樽を所有していることが多い。
リオハでは伝統的に白ワインでも2-5年間はオーク樽で熟成されたが、近年は白ワインにオーク樽を使用する生産者は大幅に減少している。オーク樽で白ワインを熟成させると、カラメル、コーヒー、炒ったナッツの香りを持った、わずかに酸味の強いワインが生まれる。しかし、ゴム香やペトロール香などの負の匂いにもつながり、消費者に訴える力は弱かった。今日の白ワイン生産者は、ワインの躍動感や果実味を強化することに主眼を置いている。一部の生産者はカーボニック・マセレーションを試みている。
1960年代、ボデガス・リオハ・サンティアゴはリオハ・ワインをベースにしたサングリアのボトルワインを初めて生産し、1964年のニューヨーク万国博覧会に出品した。ペプシコーラの輸入業者はリオハ・サンティアゴから販売権を購入し、サングリアのボトルワインの世界販売を開始した。

#### 熟成区分
リオハの赤ワインは熟成期間によって4カテゴリーに分類される。レセルバとグラン・レセルバは必ずしも毎年生産されるわけではない。オーク樽で2か月の熟成を行うものはセミ・クリアンサと呼ばれる。クリアンサやレセルバという表示は表側のラベルに記載されるとは限らず、コンセホと呼ばれる裏側のラベルに記載されることもある。
- 1. （単なるリオハ）
  - オーク樽での熟成期間が12か月に満たないもの。
- 2. クリアンサ[2]
  - 赤ワイン : 最低24か月熟成。うち少なくとも12か月はオーク樽で熟成
  - 白ワイン・ロゼワイン : 最低24か月熟成。うち少なくとも6か月はオーク樽で熟成。
- 3. レセルバ[2]
  - 赤ワイン : 最低36か月熟成。うち少なくとも12か月はオーク樽で熟成。
  - 白ワイン・ロゼワイン : 最低36か月熟成。うち少なくとも6か月はオーク樽で熟成。
- 4. グラン・レセルバ[2]
  - 赤ワイン : 最低60か月熟成。うち少なくとも24か月はオーク樽で熟成。
  - 白ワイン・ロゼワイン : 最低48か月熟成。うち少なくとも6か月はオーク樽で熟成。

### 生産者

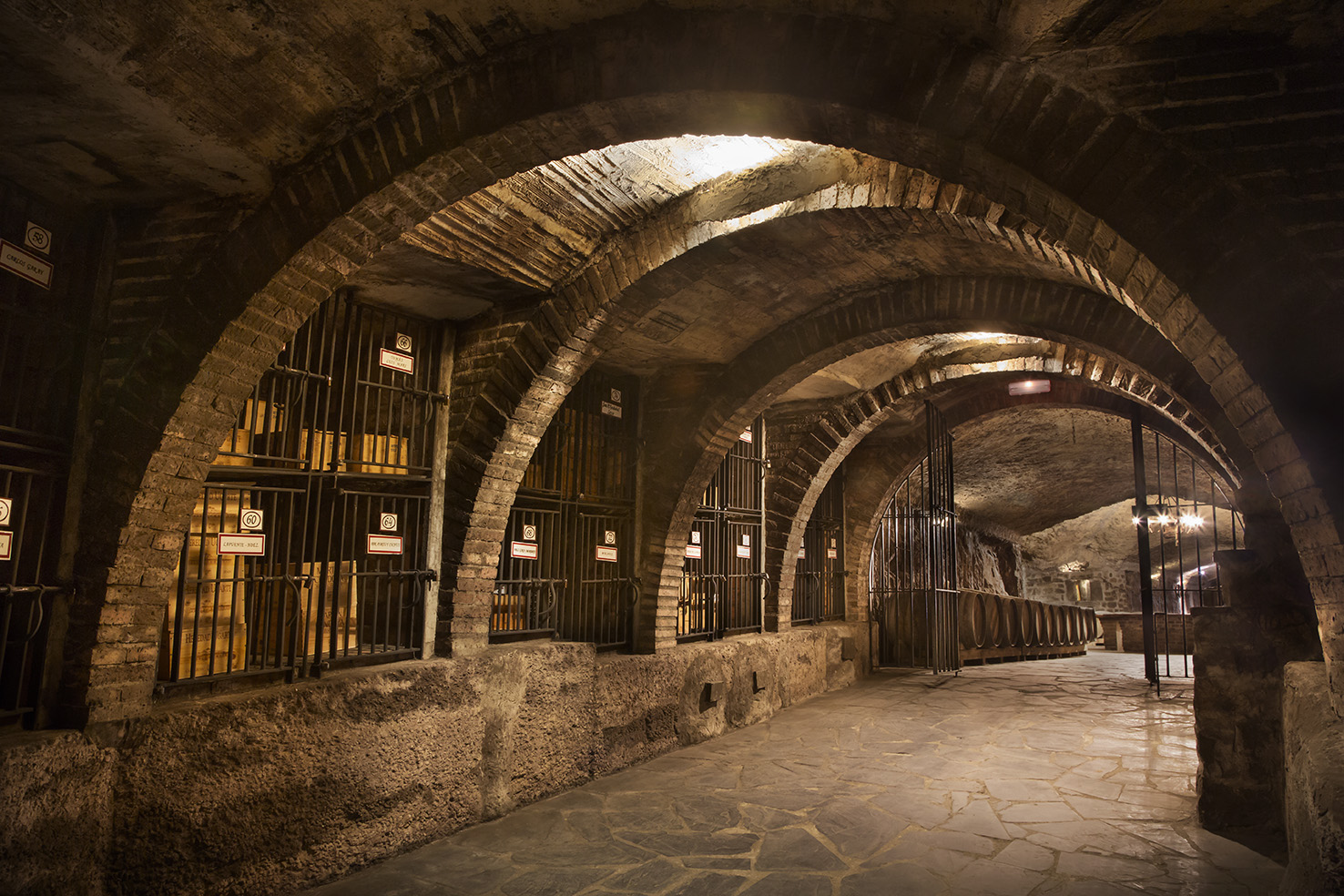
エグレン・ウガルテのワインセラー

スペインではワイナリーをボデガ（bodega, 複数形はボデガス: bodegas）と呼び、この単語はワインセラーやワイン貯蔵庫を呼ぶ際にも言及される。長い間、リオハのワイン産業は地元の個人所有のブドウ畑によって支配されており、協同組合が個人畑からブドウを購入してワインを製造していた。一部のボデガは協同組合から発酵したワインを購入し、自社のラベルを貼って売るために熟成させる。近年のボデガはブドウ畑の土地を確保することや、自社の所有地のみで栽培されたブドウでワインを生産することに重点を置くようになっている
- CVNE（クネ）
  - ブドウ栽培面積は344ヘクタール、ワイン生産量は約500万本。1879年、ビルバオ出身の実業家兄弟などによってアロに設立された。バルクワインとブランデー、スパークリングワイン、スティルワインと生産するワインの種類を変えていき、リオハだけでなくスペイン有数のワイナリーとなった。常に革新を志向する精神を持ち、20世紀初頭にはギュスターヴ・エッフェルが設計した、石材やレンガではなく当時珍しかった金属の骨組みを持ったワインセラーが建設された。1920年代以降、テンプラニーリョ種・マスエロ種・グラシアーノ種・ビウラ種をブレンドした「インペリアル」が旗艦ワインの座を占めている。2004年にはフェリペ皇太子とレティシアの結婚式で「インペリアル1994」が使用された[33]。また、同年にはスペイン国王フアン・カルロス1世によってラグアルディアの新ワイナリーが落成された。[34]

- ボデガス・ロペス・デ・エレディア/トンドニア（英語版）
  - ブドウ栽培面積は200ヘクタール、ワイン生産量は約140万本。1877年に設立され、当初は生産したワインの多くをフランスに輸出していた[35]。リオハ・アルタのトンドニア、ザコニア、ボスコニア、クビーリョの4か所の畑を持ち、すべてのワインがブドウ畑ごとの特徴を重視した単一畑ワインである。歴史や伝統をよりどころとし、創業以来家族経営を続けている[35]。カベルネ・ソーヴィニヨン種などの外来種を一切使用せず、土着種と相性が良いアメリカンオーク樽やコルクを自社で製造している[35]。「トレ・ムガ」「プラド・エネア・グラン・レセルバ」など。[36]

- マルケス・デ・カセレス
  - 「マルケス・デ・カセレス・グラン・レセルバ」「ガウディウム」など。ブドウ畑を自社所有せず、2,300ヘクタール分を地元栽培業者と長期契約を行って確保している点を特徴とする。また、ワイン生産量は年間約1,000万本とリオハ随一の量であり、世界100か国以上に輸出している。1960年代末にフランスからセニセロ（スペイン語版）に戻ったエンリケ・フォルネルによって設立され、ワイン産地としてのリオハが低迷傾向にあった1970年代に近代化運動を進めたワイナリーと評価されている。1973年に出荷された1970年のヴィンテージは、フランコ独裁政権末期の革新の象徴として評判を得た。[37]

- ファウスティーノ（英語版）
  - ブドウ栽培面積は650ヘクタール。1861年、エルーテリオ・マルティネス・アルソクがアラバ県オジョンにある邸宅とブドウ畑を購入して設立した。1930年にはリオハにおける元詰めの先駆者となった。スペインを代表するワイン生産者であり、世界的にもリオハでもっとも有名な生産者である[38]。ファウスティーノ社の輸出量はリオハ・ワイン全体の約40%を占め、リオハでもっとも多くのグラン・レセルバを輸出しているワイナリーでもある[38]。世界47か国に輸出されている。「ファウスティーノ1世・グラン・レセルバ」はリオハでもっとも売上の多いグラン・レセルバであり、スペイン王室御用達[38]。「ファウスティーノ5世・レセルバ」は世界でもっとも多く飲まれているリオハのレセルバであり[38]、他には「ファウスティーノ・V・ブランコ」「ファウスティーノ・デ・アウトル」などがある。[39]

- マルケス・デ・ムリエタ（スペイン語版）
  - ブドウ栽培面積は300ヘクタール、ワイン生産量は約150万本。1852年に初めて国外輸出を行った、リオハ有数の歴史を持つワイナリーである。スペイン系ボリビア人の家系に生まれたルシアーノ・ムリエタ（スペイン語版）は、スペインで軍人となった後にロンドンへの亡命も経験したが、ボルドー滞在後の1848年にスペインに戻り、バルドメロ・エスパルテロ将軍の後押しも得てワイン生産に取り組んだ。数世代に渡ってムリエタの親族がワイナリーを保有していたが、1983年には別の貴族に買収されている。肉付きがよく、色素が濃く、アルコール度数が高いのがこのワイナリーの特徴である。グラン・レセルバはリオハ・アルタのイガイにある平均樹齢80年の単一畑のブドウのみを用いて生産される[40]。[41]

- マルケス・デ・リスカル
  - ブドウ栽培面積は220ヘクタール、ワイン生産量は約450万本。ワイナリーの入口にはアメリカ人建築家フランク・ゲーリーが設計した奇抜な形状のレストラン兼ホテルがそびえる。マルケス・デ・ムリエタとともにリオハ最古の生産者のひとつであり、リオハ初（1858年）のボルドー式ワインの生産者であると主張している。1860年にはフランス人醸造家のジャン・ピノを招聘し、リオハでいち早く外来種のカベルネ・ソーヴィニヨンを「試験的に」導入した。1876年にはブリュッセル展示会で金メダル、1929年にはバルセロナ国際展示会でグランプリを獲得[42]。「バロン・デ・チレル・レセルバ」はテンプラニーリョ種とカベルネ・ソーヴィニヨン種が半々の割合でブレンドされており、外来種が50%を超えてはならないとするブレンド規定限界まで外来種の割合を増やしたことで同業者に衝撃を与えた[43]。創業150周年を記念して生産された「150アニベルサリオ・レセルバ2001」はエル・ムンド紙によるワインサイトで2009年のスペイン最優秀ワインに輝いている。エルシエゴ周辺でテンプラニーリョ種、マスエロ種、カベルネ・ソーヴィニヨン種などを栽培している。ルエダ (DO)の再生にも役割を果たした。2013年にはワイン・エンスージアスト誌によってヨーロッパ年間最優秀ワイナリーに選ばれた[42]。[44]

- ボデガス・ムガ
  - ブドウ栽培面積は200ヘクタール、ワイン生産量は約140万本。ムガ家は17世紀からアロでブドウを栽培していたが、1960年代後半にワイン生産を開始し、他の生産者がオーク樽から離れたこの時期にあえて長期熟成ワインの生産に取り組んだ。[45]

- ラ・リオハ・アルタ
  - ブドウ栽培面積は425ヘクタール、ワイン生産量は約180万本。1890年にリオハ地方とバスク地方出身の5人によって創設された、スペインに現存するもっとも古いワイナリーのひとつである。伝統的な手法を重んじるワイナリーであり、現在でも創業者の5家が経営を担っている。リアス・バイシャス (DO)やリベラ・デル・ドゥエロ (DO)にもワイナリーを所有している。主要銘柄は「グラン・レセルバ904」「グラン・レセルバ890」など。[46]

- ボデガス・ロダ
  - ブドウ栽培面積は150ヘクタール、ワイン生産量は約30万本。1980年代末に設立されたワイナリーであり、リオハの中でもモダンな生産者のひとつである。「シルシオン」「ロダⅠ」など。[47]

- ボデガス・ビルバイナス
  - ブドウ栽培面積は250ヘクタール、ワイン生産量は約280万本。アロにあった企業をビルバオの実業家が買収した1901年がワイナリー創設の年とされている。1997年にはスパークリングワインのカバなどで知られるコドルニウ社によって買収された。「ビーニャ・ポマル・レセルバ」など。[48]

- フィンカ・アジェンデ
  - ブドウ栽培面積は56ヘクタール、ワイン生産量は約31万2,000本。1995年に設立された。伝統と革新の精神を合わせもち、カーボニック・マセレーションと樽発酵を組み合わせ、アメリカンオークとフレンチオーク双方で熟成を行っている。ワイン法による熟成期間の区分に縛られず、ボトルの裏ラベルにはヴィンテージ飲みが示されている。[49]

- ボデガ・コンタドール – ベンハミン・ロメオ
  - 初ヴィンテージは1996年であり、2000年のヴィンテージで広く知られるようになった。ブドウ栽培面積は30ヘクタール、ワイン生産量は約15万本。2004年の「コンタドール」はワイン・アドヴォケイト誌でスペインワイン初の100点満点を受けた。2007年には新ワイナリーを建設した。[50]

## 文化

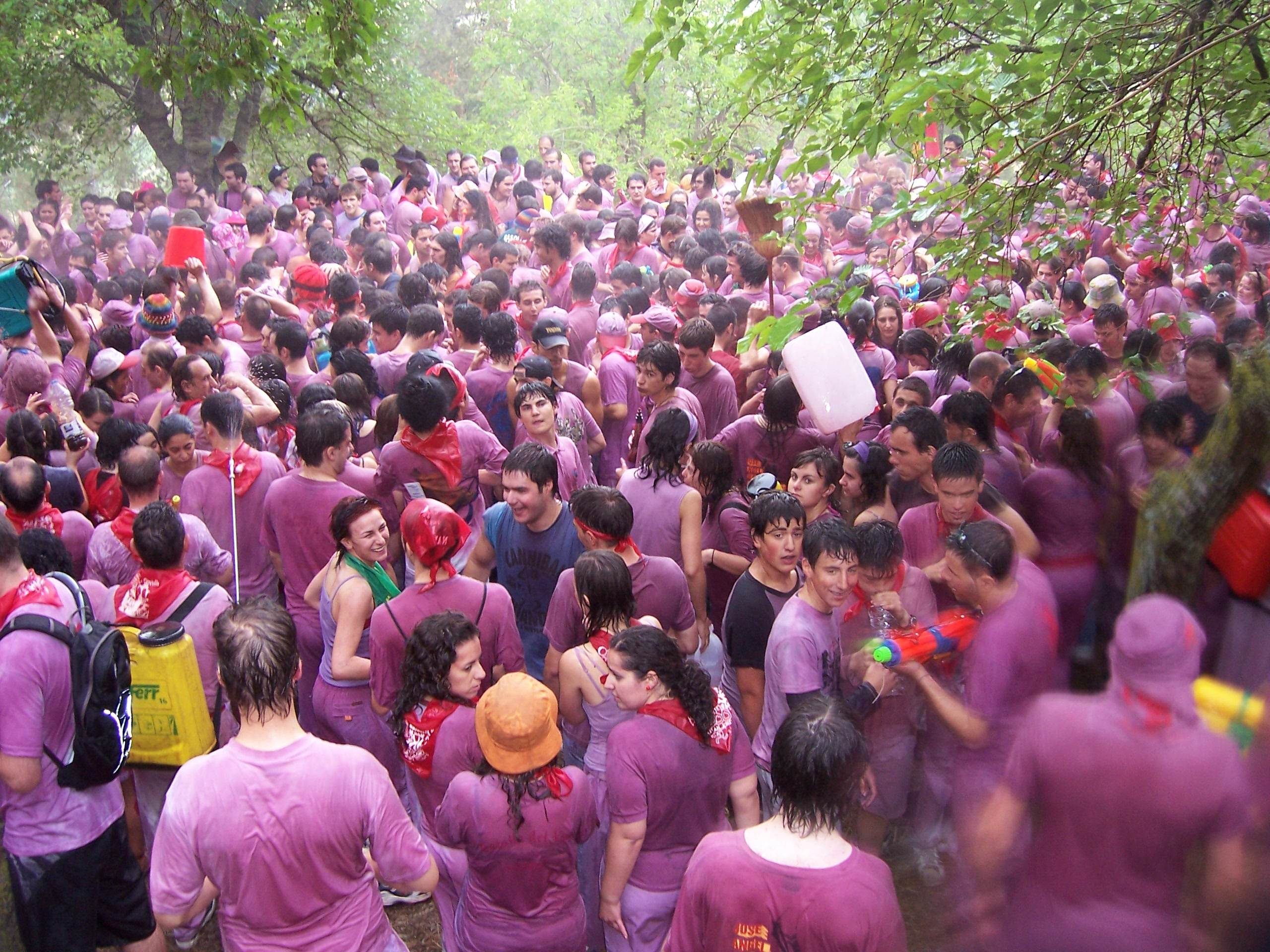
聖フェリセス・デ・ビリビオの巡礼祭におけるワインの戦い

スペインの他のワイン生産地域と同様に、リオハはスペイン文化とスペイン料理で重要な役割を担っている。アロでは毎年6月29日に聖フェリセス・デ・ビリビオの巡礼祭（アロ・ワイン・フェスティバル）が開催される。フードファイトの一種であるバターリャ・デル・ビノ（ワインの戦い）で知られており、参加者はワインを掛け合ってTシャツを赤ワイン色に染め、濡れ濡れになって交流を深める。ラ・リオハ州の州都ログローニョでは、毎年9月21日の聖マテオの日にブドウ収穫祭が行われる。アロ近郊のラ・リオハ州サン・アセンシオでは、毎年7月25日に近い日曜日にバターリャ・デル・クラレット（濃紅色のワインの戦い）と呼ばれる祭礼が行われる。
2013年には文化的景観がスペイン国立歴史遺産局によって世界遺産（ユネスコ）の推薦候補として承認され、「リオハ・ワインとブドウ畑の文化的景観」として国内暫定リストに記載された。正式推薦を経て第39回世界遺産委員会で審議予定だが、諮問機関の国際記念物遺跡会議からは「登録延期」を勧告された。

## ヴィンテージチャート
リオハ原産地呼称統制委員会は1925年から各年のヴィンテージチャートを発表している。上位から「素晴らしい」、「とても良い」、「良い」、「ふつう」、「並」の5段階である。
| - 1920 - - 1921 - - 1922 - - 1923 - - 1924 - - 1925 とても良い - 1926 並 - 1927 並 - 1928 とても良い - 1929 ふつう - 1930 並 - 1931 とても良い - 1932 ふつう - 1933 ふつう - 1934 素晴らしい - 1935 とても良い - 1936 ふつう - 1937 ふつう - 1938 並 - 1939 ふつう | - 1940 ふつう - 1941 良い - 1942 とても良い - 1943 良い - 1944 良い - 1945 良い - 1946 ふつう - 1947 とても良い - 1948 素晴らしい - 1949 とても良い - 1950 ふつう - 1951 ふつう - 1952 素晴らしい - 1953 並 - 1954 良い - 1955 素晴らしい - 1956 良い - 1957 ふつう - 1958 素晴らしい - 1959 とても良い | - 1960 良い - 1961 良い - 1962 とても良い - 1963 ふつう - 1964 素晴らしい - 1965 並 - 1966 ふつう - 1967 ふつう - 1968 とても良い - 1969 ふつう - 1970 とても良い - 1971 並 - 1972 並 - 1973 良い - 1974 良い - 1975 とても良い - 1976 良い - 1977 ふつう - 1978 とても良い - 1979 ふつう | - 1980 良い - 1981 とても良い - 1982 素晴らしい - 1983 良い - 1984 ふつう - 1985 良い - 1986 良い - 1987 とても良い - 1988 良い - 1989 良い - 1990 素晴らしい - 1991 とても良い - 1992 良い - 1993 並 - 1994 素晴らしい - 1995 素晴らしい - 1996 とても良い - 1997 良い - 1998 とても良い - 1999 良い | - 2000 良い - 2001 素晴らしい - 2002 良い - 2003 良い - 2004 素晴らしい - 2005 素晴らしい - 2006 とても良い - 2007 とても良い - 2008 とても良い - 2009 とても良い - 2010 素晴らしい - 2011 素晴らしい - 2012 とても良い - 2013 良い - 2014 良い - 2015 とても良い - 2016 とても良い - 2017 とても良い - 2018 良い - 2019 素晴らしい |

- 出典 : リオハ原産地呼称統制員会[53]